# Église Saint-Alban de Neffiès
Pour les articles homonymes, voir Église Saint-Alban.
L'église Saint-Alban de Neffiès est une église catholique située à Neffiès, dans le département français de l'Hérault et la région Occitanie. 

## Historique
L'église, le château et le bourg sont cités au Xe siècle. Ils appartiennent alors pour moitié à l'abbaye de Saint-Thibéry.
Au XIIe siècle, l'église et le château appartiennent pour un tiers à l'abbaye Saint-Sauveur de Lodève. L'église semble avoir été plus tard la propriété du chapitre de Saint-Aphrodise de Béziers.
Aucun document ne permet de préciser la date de construction de l'église. Seule l'architecture permet de dater l'église du XIIIe siècle. Le porche semble être plus tardif, probablement de la première moitié du XIVe siècle. La tour-clocher construite au-dessus du porche, en avant de l'église, est plus tardive, au XVIIIe siècle.
Les chapelles latérales nord et sud ont été construites au XIXe siècle.

## Description
L'église comprend une nef unique, sans collatéraux ni chapelles à l'origine, de deux travées, d'un peu moins de 17 m. de longueur, se terminant sur une abside à sept pans, plus basse et plus étroite, liée à la nef par un mur-diaphragme.
L'édifice est référencé dans la base Mérimée et à l'Inventaire général Région Occitanie.

## Galerie

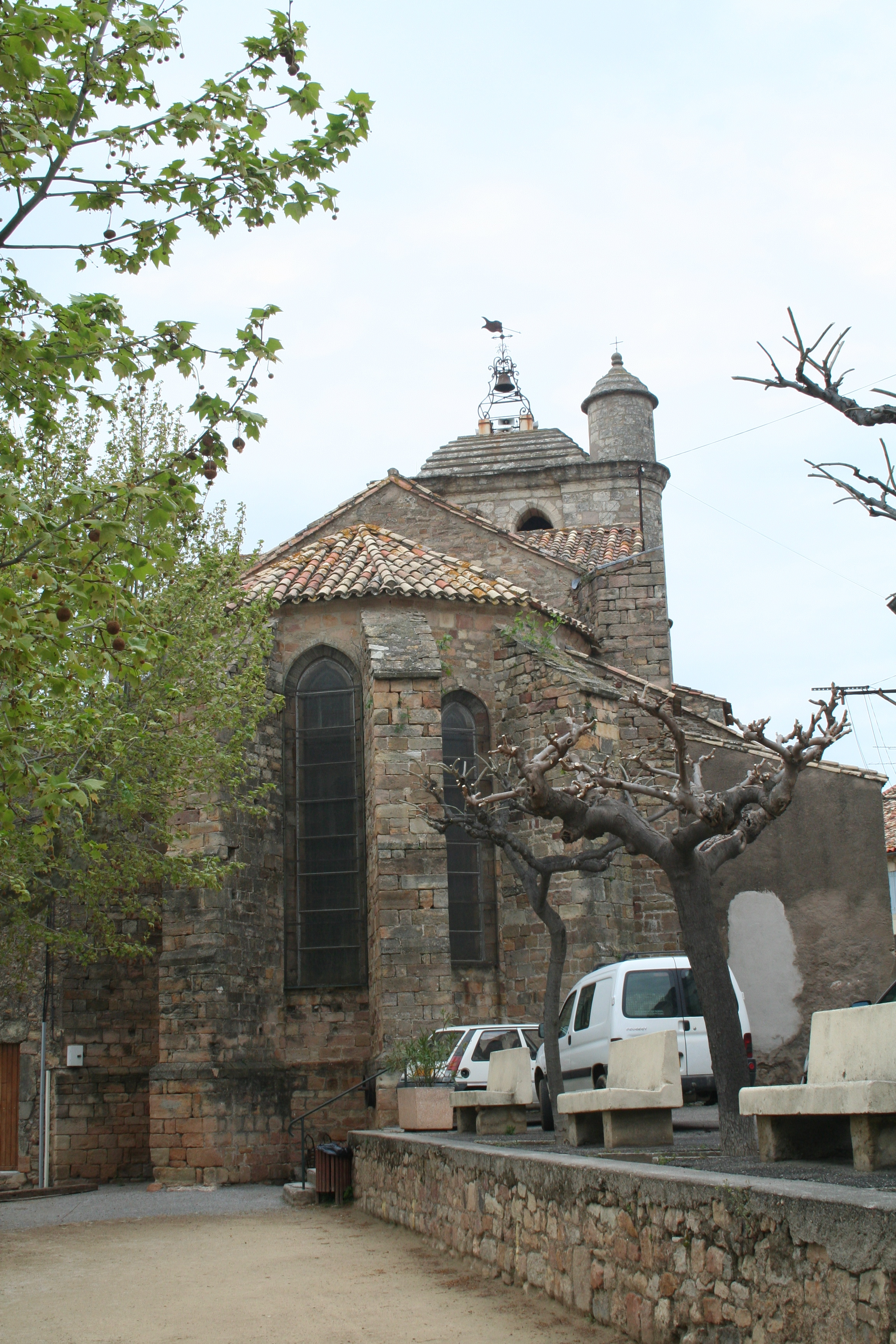
Chevet
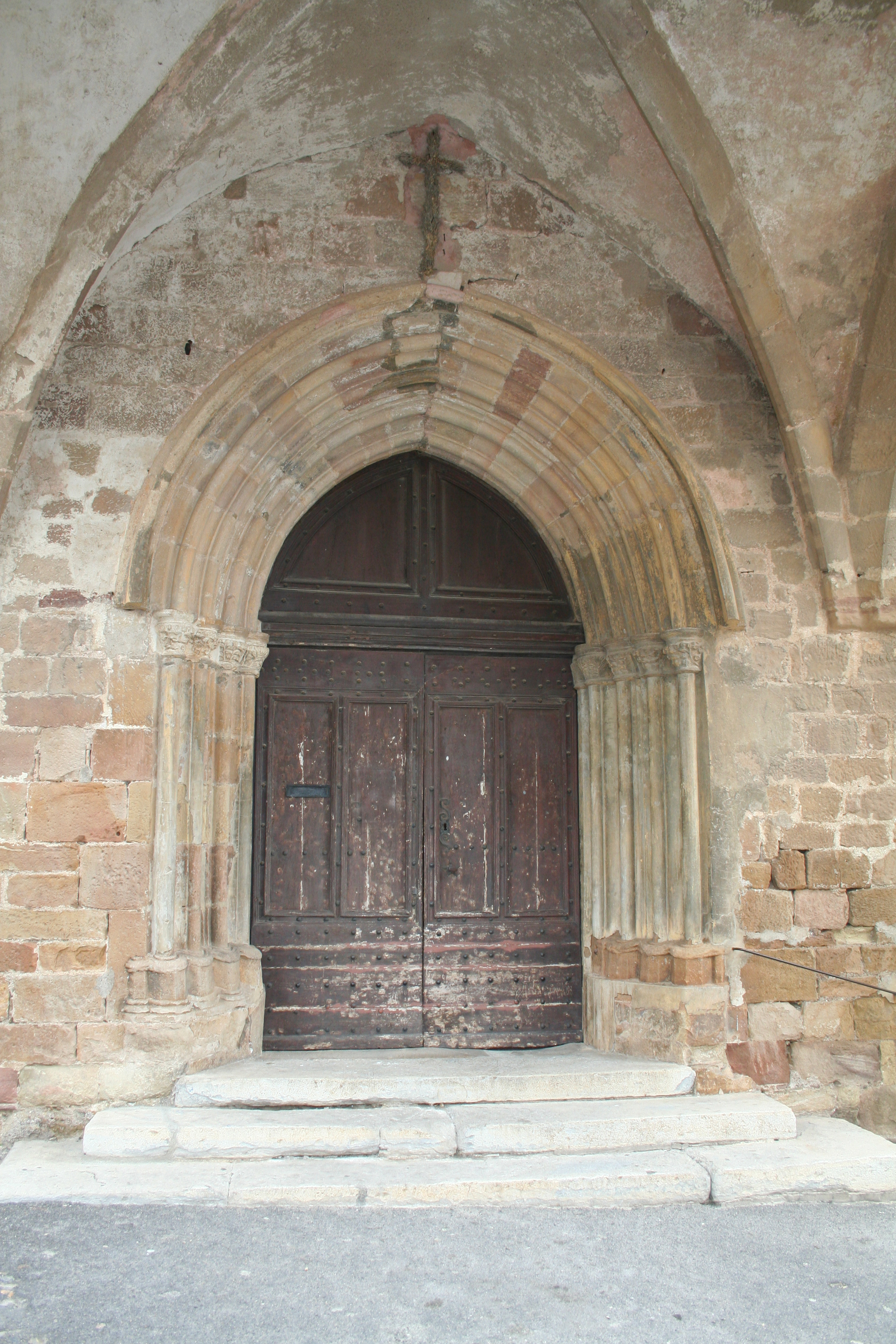
Portail